# هواماتشوكو
هواماتشوكو (بالإنجليزية: Huamachuco) هي مدينة، تتبع هي مدينة تقع شمال بيرو ، وهي عاصمة مقاطعة سانشيز كاريون في إقليم لا ليبرتاد .